# Me First and the Gimme Gimmes
Me First and the Gimme Gimmes (talvolta abbreviato in MF&GG'S) è un gruppo musicale statunitense che propone cover punk di brani famosi, tra cui alcuni di Billy Joel, Neil Diamond e John Denver sempre riproposti in chiave punk. Nei loro brani sono spesso presenti anche citazioni musicali di storiche canzoni punk o hardcore.

## Storia del gruppo

### Nascita
Michael Burkett, meglio conosciuto come Fat Mike, dei NOFX, dà vita nel 1995 ad un progetto parallelo ai NOFX che faccia solo cover di brani anni sessanta e settanta e in cui possa concentrarsi solo sul basso, reclutando come chitarristi Joey Cape, cantante dei Lagwagon ed il coinquilino di quest'ultimo, Chris Shiflett, che entra nella band con lo pseudonimo di Jake Jackson, come batterista Dave Raun, ex dei Rich Kids on LSD e attuale batterista dei Lagwagon e come cantante Spike Slawson, un impiegato della Fat Wreck Chords, la casa discografica di Fat Mike. Nati essenzialmente per divertimento, all'inizio i Me First and the Gimme Gimmes non prevedevano di fare tour o dischi ma solo sporadiche apparizioni su compilation, ma già alla fine di quell'anno avevano pubblicato il primo singolo, Denver (così chiamato perché contenente cover di John Denver), per la Fat Wreck Chords, edito in 1000 copie, 500 delle quali, però, non vennero vendute, già in prospettiva della pubblicazione di un box set. Nei due anni successivi pubblicarono diversi singoli (ciascuno per una diversa label), tutti chiamati col nome (o cognome) dell'artista di cui sono rifatte le canzoni: nel '96 Billy (per Billy Joel) per la Epitaph Records, nel '97 Diamond (per Neil Diamond)  per la Hopeless Records, Paul (per Paul Simon) per la Kung Fu Records e Barry (per Barry Manilow) per la Side One Records.

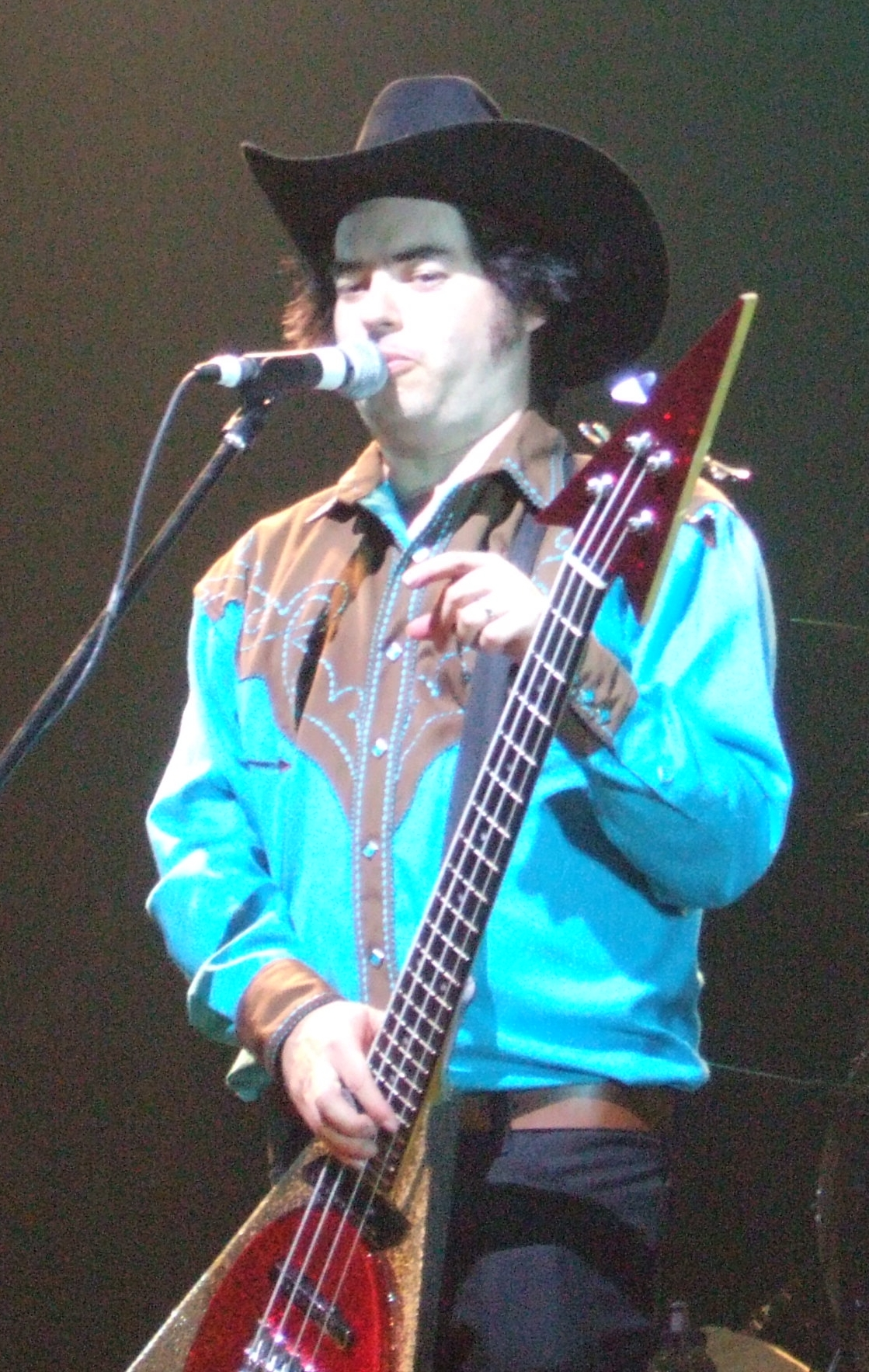
Il bassista Fat Mike, durante un concerto

Quando, sul finire del 1997, esce Have a Ball, il primo album della band, contenente classici anni settanta e ottanta, tra cui gli A-side dei singoli pubblicati in precedenza, la band era diventata un side-project per tutti, infatti Dave Raun si era unito ai Lagwagon, Chris Shiflett ai No Use for a Name e Spike Slawson aveva smesso di lavorare alla Fat entrando, come bassista, negli $wingin' Utter$.

### DaAre a DragaLove Their Country
Nonostante tutti i membri avessero una band, nel 1999 uscì un'altra ondata di singoli: Elton (John) per la Honest Don's (altra label di Fat Mike, poi assorbita nella Fat Wreck Chords), Garf (Simon & Garfunkel) per la Lookout! Records e In Your Barcalounger (contenente cover di James Taylor) per la Alternative Tentacles mentre nel giugno dell stesso anno esce il secondo album: Are a Drag che raccoglie temi di musical come il Rocky Horror Picture Show, Evita e Grease. Nel 2001 pubblicano (Del) Shannon per la BYO Records e (Cat) Stevens per la Nitro Records.
Quella stessa estate partecipano al Vans Warped Tour e registrano un'EP, Turn Japanese, solo per il mercato giapponese, edito dalla Pizza of Death Records e registrano il terzo album: Blow in the Wind, comprendente successi degli anni '60 come Blowin' in the Wind di Bob Dylan o All My Lovin dei Beatles mentre in novembre pubblicano finalmente il box set con tutti i singoli, compreso uno inedito: Bob (Dylan).
Intanto Chris Shiftlett aveva lasciato i No Use for a Name per entrare nei Foo Fighters.
Nel 2003 la band partecipa nuovamente al Vans Varped Tour e pubblica Take a Break album che focalizza l'attenzione sul R'n'B con brani di Lionel Richie, Stevie Wonder e Aretha Franklin.
Il successivo Ruin Jonny's Bar Mitzvah è stato registrato dal vivo durante un vero Bar mitzvah e propone degli evergreen passando da pezzi dei Blondie o dei Led Zeppelin fino ad arrivare alla più tradizionale Hava Nagila.
Nel 2004 la band suona al Bar mitzvah di un loro fan che li ingaggia per animare la serata. La band registra lo spettacolo pubblicando così un live con cover inedite chiamato Ruin Jonny's Bar Mitzvah (letteralmente: rovinare il bar mitzvah di Jonny). Dopo la pubblicazione dell'album, Chris che è sempre più impegnato con i Foo Fighters lascia la band e viene sostituito dal fratello Scott dei Face to Face.
Nel settembre del 2005 interrompono il tour europeo per permettere a Fat Mike di stare vicino ad un familiare malato.
Il 17 ottobre 2006 vede la luce il loro sesto album: Love Their Country, primo con Scott, i temi dominanti sono il country e il western, con canzoni di Dixie Chicks, Garth Brooks, Hank Williams e Johnny Cash.
Dalla fine del 2007 hanno iniziato a pubblicare una serie di cinque singoli contenenti pezzi tratti da Love Their Country e B-Sides, chiamata Square Dance Series.
Nel 2008 è uscita una raccolta di pezzi registrati tra il 1995 e il 1997, la maggior parte scartati da Have a Ball e talvolta inseriti in varie compilation: proprio per il fatto che le canzoni sono state registrate insieme a Have a Ball l'album prende il nome di Have Another Ball

## Formazione
- Spike Slawson – voce
- Joey Cape – chitarra
- Chris Shiflett – chitarra
- Fat Mike - basso, voce (fino al 2019)
- Dave Raun – batteria

### Partecipazioni Esterne
I seguenti artisti hanno suonato occasionalmente con i Me First and the Gimme Gimmes
- Lindsay McDougall dei Frenzal Rhomb nel 2003 ha suonato la chitarra al posto di Joey Cape durante la seconda metà del tour australiano.
- Warren Fitzgerald dei The Vandals nel 2003 ha suonato la chitarra al posto di Chris Shiflett nel tour australiano oltre ad averli affiancati in altre date.
- Brian Baker dei Bad Religion nel tour del 2005 ha suonato la chitarra al posto di Chris Shiflett.
- Nel tour europeo del 2007 Eric Melvin dei Nofx ha suonato il basso al posto di Fat Mike ottenendo discreti risultati; Chris Shiflett è stato sostituito alla chitarra dal fratello Scott Shiflett.
- Billie Joe Armstrong dei Green Day
- Tré Cool dei Green Day
- Tim Armstrong dei Rancid
- Mike Watt dei Minutemen
- Fletcher Dragge dei Pennywise
- Brett Gurewitz dei Bad Religion
- Pig Champion dei Poison Idea
- Joe Escalante dei The Vandals
- Ben Weasel degli Screeching Weasel
- Danny Vapid degli Screeching Weasel
- Ron Welty degli The Offspring
- Lou Italian dei Sick of It All

## Discografia

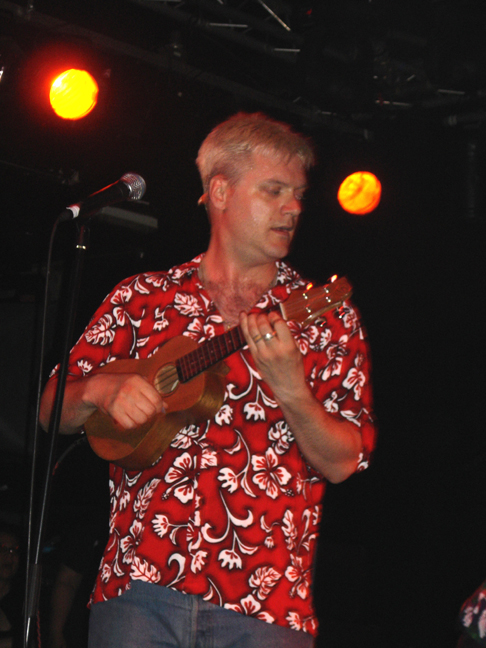
Il cantante Spike Slawson, mentre suona l'ukulele durante un concerto

### Album in studio
- 1997 – Have a Ball
- 1999 – Are a Drag
- 2001 – Blow in the Wind
- 2003 – Take a Break
- 2006 – Love Their Country
- 2008 – Have Another Ball
- 2014 – Are We Not Men? We Are Diva!

### Album dal vivo
- 2004 – Ruin Jonny's Bar Mitzvah

### Raccolte
- 2001 – Box Set
- 2017 – Rake It In: The Greatest Hits

### EP
- 2001 – Turn Japanese
- 2011 – Go Down Under

### Singoli
- 1995 – Denver
- 1996 – Billy
- 1997 – Diamond
- 1997 – Paul
- 1997 – Barry
- 1999 – Elton
- 1999 – Garf
- 1999 – In Your Barcalounger
- 2001 – Shannon
- 2001 – Stevens
- 2001 – Bob
- 2003 – Jackson
- 2003 – Stevie
- 2007 – Dolly
- 2007 – Cash
- 2007 – Willie
- 2008 – Kenny
- 2008 – Jerry